# Gary Lydon
Gary Lydon es un actor de teatro y cine británico-irlandés nacido en Northolt (Inglaterra). Es conocido por interpretar a un agente de la Garda Síochána irlandesa en la películaThe Banshees of Inisherin.

## Biografía
Lydon nació en 1964 en Inglaterra y cuando era niño se mudó con su familia a Wexford, pequeña localidad irlandesa.  En noviembre de 2022 vivía en Leitrim. 
Lydon interpretó a Patrick Murray, el consejero de The Clinic de RTÉ One, de 2003 a 2009,  un papel por el que ganó un premio IFTA al Mejor Actor de Reparto en 2007.  También interpretó a Bomber en Pure Mule. 
Ha actuado en el escenario como Brendan en Borstal Boy y en The Pillowman, de Martin McDonagh . 

## Filmografía
- 2023 Barber - Johnny Mulligan[8]
- 2022 The Banshees of Inisherin - policía Peadar Kearney
- 2022 Lakelands - Bernie[9]
- 2022 Un encuentro (cortometraje) - hombre
- 2022 Sprachlos in Irland (serie TV) - Geistlicher (Florian Gärtner)[10]
- 2020 Broken Law - intendente Byrne[11]
- 2017 Striking Out (serie TV) - juez Harrison[12]
- 2016 The Flag - Foley[13]
- 2015 Brooklyn - Mr. Farrell[14]
- 2015 The Hallow - Doyle[15]
- 2014 The Guarantee - Brian Cowen[16]
- 2014 Love/Hate (serie TV) - Chief Superintendent[1]
- 2014 Calvary - inspector Stanton[17]
- 2012 Agente doble - Geoff[18]
- 2011 War Horse - Si Easton[16]
- 2011 Stella Days - Larry[19]
- 2011 The Guard - Gerry Stanton[20]
- 2003-2009 The Clinic (serie TV) - Patrick Murray[1]
- 2006 Small Engine Repair - Big Eddy[1]
- 2005 Pure Mule (serie TV) - bombero Brennan[12]
- 2005 Boy Eats Girl - sargento de policía
- 2004 Six Shooter (cortometraje) - jefe de policía
- 2001-2002 Amy Huberman (serie TV) - Cathal O'Connor[21]
- 2002 Sinners (TV) - Patrick
- 2002 Michael McElhatton (serie TV) - Shay[21]
- 2000 Ordinary Decent Criminal - Tom Rooney[22]